# 小行星8878
小行星8878（英語：8878）是一颗围绕太阳公转的小行星。1993年3月17日，烏普薩拉－ESO小行星及彗星巡天在拉西拉天文台发现了此天体。
这颗小行星的绝对星等为165.83202等。